# Cyphostemma fragariifolium
Cyphostemma fragariifolium är en vinväxtart som först beskrevs av Boj., och fick sitt nu gällande namn av Descoings. Cyphostemma fragariifolium ingår i släktet Cyphostemma och familjen vinväxter. Inga underarter finns listade i Catalogue of Life.